# Tage des letzten Schnees (Roman)
Tage des letzten Schnees ist ein Kriminalroman des deutschen Schriftstellers Jan Costin Wagner aus dem Jahr 2014. Er ist der fünfte Roman der Reihe um den finnischen Kommissar Kimmo Joentaa. Ein Mädchen stirbt bei einem Unfall mit Fahrerflucht, eine ungarische Prostituierte und ihr Zuhälter werden ermordet, und ein junger Mann bereitet sich auf einen Amoklauf vor. Die Ermittlungen decken auf, dass die Ereignisse mehr miteinander zu tun haben, als es auf den ersten Blick scheint.

## Inhalt
Auf der Heimfahrt vom Eishockeytraining seiner Tochter Anna hat Lasse Ekholm einen Unfall. Ein entgegenkommender Wagen drängt ihn in den Straßengraben, wo er gegen einen Baum prallt. Die elfjährige Anna stirbt bei der Kollision. Ekholm ist der Leiter des Architekturbüros, in dem Kimmo Joentaas vor einigen Jahren verstorbene Frau Sanna gearbeitet hat. Nach einer langen Trauerphase lebt der Kommissar der Kriminalpolizei im finnischen Turku inzwischen mit einer Prostituierten zusammen, von der er nur ihren Arbeitsnamen Larissa kennt und die ihn immer wieder für Wochen und Monate verlässt, um irgendwann unvermittelt und ohne jede Erklärung wiederzukehren. Auch vor einigen Tagen hat sie ihn wieder verlassen und so steht Joentaa, mehr privat als dienstlich, Ekholm in seiner Trauer zur Seite.
In Helsinki werden die auf einer Parkbank drapierten Leichen eines fremdländischen Paares gefunden. Marko Westerberg, der Leiter des dortigen Dezernats für Gewaltverbrechen, und sein junger Kollege Seppo übernehmen die Ermittlungen. Schnell stellt es sich heraus, dass es sich bei den Toten um eine ungarische Prostituierte und ihren rumänischen Begleiter handelt. Die Frau arbeitete in einem Bordell in Salo, weswegen Joentaa und seine Kollegen Sundström und Grönholm die Ermittlungen vor Ort übernehmen.
In Rückblenden wird berichtet, wie Markus Sedin, Fondsmanager der Norda-Bank, die Prostituierte Réka Nagy bei Fusionsgesprächen im belgischen Ostende kennenlernt. Der 42-jährige Familienvater, der unter der Entfremdung von seiner kranken Frau Taina und dem gemeinsamen Sohn Ville leidet, verliebt sich in die 19-jährige unbeschwerte junge Frau. Er besucht sie in ihrem ungarischen Heimatdorf, wo die vom Gelderwerb der Tochter abhängige Familie in ärmlichen Verhältnissen lebt, und finanziert der Mutter eine teure Operation. Schließlich mietet er in Helsinki eine Wohnung für Réka an, um sich jederzeit mit ihr treffen zu können. Erst durch den Anruf eines Kollegen von der Norda-Bank zerplatzt Sedins heimliches Idyll. Er erfährt, dass seine Geliebte ihn belogen hat und ohne sein Wissen in einem Bordell in Salo arbeitet. Wie betäubt fährt er in dieser Nacht nach Helsinki, hat einen Beinahe-Zusammenstoß mit einem entgegenkommenden Auto und verursacht damit den Tod der kleinen Anna. Am nächsten Morgen schafft er zwei Tote aus seiner Wohnung: Réka und Victor Dinu, ihren Zuhälter, erschossen mit der Pistole des Rumänen.
Lange scheint sich niemand für die beiden Toten zu interessieren, deren Identität nicht ermittelt werden kann, und sie werden in Finnland anonym bestattet. Erst als Rékas Brüder die Vermisstenanzeige im Internet finden, macht sich die Mutter auf den Weg ins ferne Finnland, um nach ihrer Tochter zu suchen. Ihre Hinweise führen die Polizei auf die Spur Markus Sedins, der sich widerstandslos festnehmen lässt und auf alle Fragen bereitwillig nickt. Nur Joentaa fällt auf, dass Sedin eine Frage nicht beantwortet, diejenige, ob er die Toten erschossen hat. Die Bewegungen auf Rékas Konto führen zu einem zweiten „Liebeskasper“, einem Freier, der sich von der Prostituierten hat ausnehmen lassen, weil er sich in sie verliebt hat. Es handelt sich um Jarkko Falk, Sedins jungen Kollegen aus der Asienabteilung, der Réka ebenfalls in Ostende kennengelernt hat und sie mit einigen Geldüberweisungen unterstützte. Er ertrug es nicht, sie an Sedins Seite in Finnland wiederzusehen, und erschoss sie und ihren Zuhälter. Danach reiste er nach Ostende, um sich das Leben zu nehmen.
Joentaa wartet noch immer auf die Rückkehr Larissas, die ihm per E-Mail gestanden hat, selbst einige Zeit von den finanziellen Zuwendungen so genannter „Liebeskasper“ gelebt zu haben. Es scheint ihm wichtiger denn je, ihren wirklichen Namen herauszufinden. Den erfährt er, als eines Morgens zwei Polizisten an seiner Tür klingen und nach einer Mari Beck fragen. Sie ist in der Nacht bei einem Autounfall gestorben, den Lasse Ekholm verursacht hat. Als im Kofferraum des Wagens zahlreiche Waffen gefunden werden, stellt sich heraus, dass Ekholm mit seiner suizidalen Tat einen Amoklauf auf der Insel der Mumins verhindert hat, den Maris Bruder Unto, beeinflusst vom norwegischen Massenmörder Anders Behring Breivik, geplant hat und von dem ihm seine Schwester bis zuletzt abbringen wollte. Mari Beck alias Larissa hat kurz zuvor eine Tochter geboren, als deren Vater sie Kimmo Joentaa eintragen ließ. Dem Mädchen gab sie den Namen Sanna, um ihrem Freund Kimmo eine Sanna zurückzugeben, bevor sie endgültig aus seinem Leben verschwinden wollte.

## Hintergrund
Für Jan Costin Wagner ist der Handlungsort Finnland „ein universeller Ort“, an dem er eine „grundlegend menschliche Geschichte“ erzählen will. Die Figuren seiner Bücher konfrontiere er stets mit dem „Schlimmstmöglichen“, um eine „Sprache für eine mögliche Bewältigung zu finden“. Der Roman sei dadurch gleichzeitig „warmherzig und traurig“, wofür gerade sein Protagonist Kimmo Joentaa stehe, der gelernt habe mit der Trauer weiterzuleben. Aus seinem eigenen Verlust schöpfe er die Kraft, Menschen zu verstehen und für sie da zu sein, Geduld aufzubringen und sich auf die Trauer der anderen einzulassen. Mit der Figur Unto Beck wollte Wagner dagegen einen Menschen zeigen, der sich mehr und mehr von der Welt entfremdet, und seine schwer begreifbaren Empfindungen in Sprache umsetzen. Als weitere Themen des Romans benannte Wagner die „psychologischen und moralischen ‚Kollisionen‘“, die im Roman durchgespielt werden, die „Gleichzeitigkeit von Trauer und Glück“ und die Frage wie sehr sich ganz unterschiedliche Ereignisse bedingen.

## Rezeption
Tage des letzten Schnees erreichte Rang 20 der Bestsellerliste des Spiegels in der Rubrik Hardcover/Belletristik sowie im März 2014 Rang 2 auf der KrimiZEIT-Bestenliste. Die Rezensionen in den deutschsprachigen Feuilletons waren durchgängig positiv.
Für Ralph Gerstenberg ist Wagner „ein großartiger, ein souveräner, ein bewegender Roman gelungen – ein vorläufiger Höhepunkt seiner Kimmo-Joentaa-Reihe“, der ganz nebenbei auch als Kriminalroman funktioniere. Tobias Becker findet im Roman keinen klassischen Whodunnit, sondern eine Psychostudie, in der der Autor „filmisch präzise, bildstarke Szenen“ und „kraftvolle Dialoge“ entwerfe und dabei lakonische Sätze formuliere, die man laut vorlesen möchte. Am Ende würden jedoch zu viele Zufälle und Schicksalsschläge bemüht, „dass die Tragik albern zu werden droht“. Andreas Platthaus sieht im Roman eine gut beobachtete und erzählte „Studie über Einsamkeit“, die mehr Aufmerksamkeit erfordere als ein gewöhnlicher Kriminalroman. Lediglich der finnische Handlungsort komme zu kurz. Für Christoph Schröder ist das Krimigenre nur ein „Vehikel für diesen feinen und überaus genauen Erzähler“. Allerdings versetze die „Volte“, mit der der Autor am Ende alle Handlungsstränge miteinander verknüpft, „selbst geübte Leser von Kriminalromanen noch in Erstaunen“.
Jan Costin Wagner schreibt laut Uwe Wittstock „keine Thriller, keine Action-Orgien, sondern genau ausbalancierte psychologische Studien, so poetisch und melancholisch wie eine verschneite Winterlandschaft.“ Elmar Krekeler nennt Tage des letzten Schnees einen „Roman wie eine perfekte Schneeflocke“, in der die schwergewichtigsten Themen leicht werden und die Hauptfigur „mehr trauernder Tröster denn Detektiv“ ist. Laut Rainer Moritz erfüllt das Buch „mühelos die hohen Maßstäbe, die die psychologisch und erzählerisch überzeugenden Vorgänger setzten“. Der Autor lege „gekonnt die psychischen Eigentümlichkeiten seiner Protagonisten und die Kehrseiten einer modern-dekadenten Gesellschaft durch ein klug konzipiertes, spannendes Szenario“ frei.

## Verfilmung
Der Roman wurde 2019 mit Henry Hübchen, Bjarne Mädel, Barnaby Metschurat, Victoria Mayer, Mercedes Müller, Victoria Trauttmansdorff und Jannik Schümann verfilmt. Regie führte Lars-Gunnar Lotz. Das Drehbuch von Nils-Morten Osburg hat die Handlung von Finnland nach Deutschland verlegt, konkret nach Frankfurt am Main und Hamburg. Statt Kimmo Joentaa heißt der ermittelnde Kommissar nun Johannes Fischer und ist deutlich älter als sein Pendant aus dem Roman. Dennoch bescheinigte Jan Costin Wagner dem Drehbuch, dass es den „Geist des Buches“ eingefangen habe. Die Produktion wurde mit dem Publikumspreis des Deutschen Fernsehkrimi-Preis 2020 ausgezeichnet.

## Ausgaben
- Jan Costin Wagner: Tage des letzten Schnees. Galiani, Berlin 2014, ISBN 978-3-86971-017-4.
- Jan Costin Wagner: Tage des letzten Schnees. Gelesen von Matthias Brandt. Argon, Berlin 2014, ISBN 978-3-8398-1269-3.
- Jan Costin Wagner: Tage des letzten Schnees. Goldmann, München 2015, ISBN 978-3-442-47407-3.

## Rezensionen
- Tobias Becker: Krimi von Jan Costin Wagner: Der Schweiger ermittelt wieder. In: Spiegel Online vom 8. Januar 2014.
- Ralph Gerstenberg: Begegnungen mit dem Schlimmstmöglichen. In: Deutschlandfunk vom 19. September 2014.
- Elmar Krekeler: Brutalstmögliche Schneeflocke der Krimigeschichte. In: Die Welt vom 10. Januar 2014.
- Rainer Moritz: Liebeskasper, Massaker und Unfalltod. In: Deutschlandradio Kultur vom 14. Januar 2014.
- Andreas Platthaus: In einer anderen Zeit, an einem anderen Ort. In: Frankfurter Allgemeine Zeitung vom 10. Januar 2014.
- Christoph Schröder: Sprache des Schweigens. In: Süddeutsche Zeitung vom 23. Januar 2014.
- Uwe Wittstock: Der aus der Kälte kommt. In: Focus vom 4. Januar 2014.